# Fallin’ Light
Fallin’ Light – pierwszy japoński album studyjny południowokoreańskiej grupy GFriend, wydany 13 listopada 2019 roku przez King Records. Ukazał się w dwóch edycjach: regularnej (CD) i limitowanej (CD+DVD+Photo Book).
Album osiągnął 7 pozycję w rankingu Oricon i pozostał na liście przez 2 tygodnie, sprzedał się w nakładzie 6462+ egzemplarzy.

## Lista utworów
| CD  | CD                                                                             | CD                          | CD                                      | CD                            | CD      |
| Nr  | Tytuł utworu                                                                   | Tekst                       | Kompozycja                              | Aranżacja                     | Długość |
| --- | ------------------------------------------------------------------------------ | --------------------------- | --------------------------------------- | ----------------------------- | ------- |
| 1.  | „Fallin’ Light (Tenshi no hashigo)” (jap. Fallin’ Light(天使の梯子))           | Igi, Yongbae, Carlos K.     | Igi, Yongbae, Carlos K.                 | Carlos K.                     | 3:41    |
| 2.  | „Emotional Days”                                                               | Carlos K.                   | Carlos K.                               | Carlos K.                     | 3:13    |
| 3.  | „Memoria”                                                                      | Carlos K.                   | Carlos K., JOE                          | Carlos K., Ryo ‘Lefty’ Miyata | 4:10    |
| 4.  | „Koi no hajimari” (jap. 恋の始まり)                                            | Noh Ju-hwan                 | Noh Ju-hwan, Lee Won-jong, Kim Jung-woo | Noh Ju-hwan, Kim Jung-woo     | 3:21    |
| 5.  | „FLOWER”                                                                       | 13                          | 13                                      | 13                            | 3:38    |
| 6.  | „My My My!”                                                                    | Mio                         | Mio                                     | Mio                           | 3:20    |
| 7.  | „Yoru (Time for the moon night)” (jap. 夜 (Time for the moon night) -JP ver.-) | Noh Ju-hwan, Funk Uchino    | Noh Ju-hwan, Lee Won-jong               | Noh Ju-hwan, Lee Won-jong     | 3:49    |
| 8.  | „Sunrise” (-JP ver.-)                                                          | Noh Ju-hwan, anan           | Noh Ju-hwan, Lee Won-jong               | Noh Ju-hwan, Lee Won-jong     | 3:41    |
| 9.  | „La pam pam”                                                                   | Mio, momoko                 | Mio                                     | Mio                           | 3:37    |
| 10. | „Beautiful”                                                                    | Kanata Okajima              | Carlos K., Taku Goto                    | Carlos K.                     | 3:37    |
| 11. | „My Buddy” (-JP ver.-) (Bonus track; CD only)                                  | Heuktae, Funk Uchino, grace | Heuktae, Hobe                           | Heuktae                       | 3:34    |

| DVD | DVD                                                                                | DVD     |
| Nr  | Tytuł utworu                                                                       | Długość |
| --- | ---------------------------------------------------------------------------------- | ------- |
| 1.  | „GFRIEND spring tour 2019 "BLOOM" LIVE DIGEST”                                     |         |
| 2.  | „Fallin’ Light (Tenshi no hashigo)” (jap. Fallin’ Light(天使の梯子)) (Music Video) |         |

## Notowania
| Lista                       | Pozycja |
| --------------------------- | ------- |
| Oricon Weekly Singles Chart | 7       |
| Billboard Japan Hot Albums  | 11      |